# Кінець світу (фільм, 1977)
«Кінець світу» (англ. End of the World) — американський фантастичний трилер 1977 року.

## Сюжет
Вчений отримує інформацію з космосу, про те що незабаром повинна трапиться якась катастрофа. Потім по радіо він чує повідомлення про величезний землетрус в Китаї. Це наводить на думку, що стихійні лиха можуть бути пов'язані з діяльністю прибульців.

## У ролях
| Актор           | Роль                   |
| --------------- | ---------------------- |
| Крістофер Лі    | Отець Пергадо / Зіндар |
| Сью Лайон       | Сільвія Боран          |
| Кірк Скотт      | Ендрю Боран            |
| Дін Джаггер     | Коллінз                |
| Лью Ейрс        | Бекерман               |
| Макдональд Кері | Джон Девіс             |
| Ліз Росс        | Сестра Партізіа        |
| Джон Ван Несс   | місер Санчес           |